# Sakai (EVA)
Sakai és una plataforma d'aprenentatge de codi obert que entraria dins dels anomenats LMS. El seu desenvolupament es va iniciar el 2004, liderat per quatre universitats nord-americanes, amb la intenció de crear una plataforma d'aprenentatge en línia com a alternativa a les eines existents en aquell moment, de programari de propietat.
Des de llavors, s'ha convertit en una de la plataformes d'e-learning més utilitzades al món, adoptada per una gran quantitat d'universitats i institucions educatives. D'acord amb les dades proporcinades per projecte Sakai, actualment la plataforma és utilitzada per més de 300 institucions, com per exemple la Universitat de Lleida (UdL) i 4 milions d'estudiants, i està traduïda a més de 20 idiomes diferents.

## Característiques
D'acord amb el projecte Sakai, les característiques de les plataformes són.
- Dissenyat perquè l'aprenentatge pugui ser col·laboratiu.
- Proporciona diferents eines per la comunicació.
- Sakai és d'arquitectura oberta, la qual cosa permet integrar eines d'altres arquitectures.
- Sakai adopta l'estàndard IMS Learning Tools Interoperability.
- Alta flexibilitat a l'hora de crear i dissenyar el curs, i escollir les eines necessàries.

## Requisits d'instal·lació
L'actual versió estable de Sakai és la 10. Els requeriments de programari per la seva instal·lació són:
- Preferentment sistema operatiu Linux, encara que també es pot instal·lar en Windows i Mac OS.
- Java 7
- Apache Tomcat 7
- Base de dades: preferentment MySql, també pot utilitzar la base de dades Oracle, MariaDB o PostgreSQL.